# Genius (TV-serie)
Genius är en amerikansk dramaserie utvecklad av Noah Pink och Kenneth Biller, som hade premiär den 25 april 2017 på National Geographic Channel.
Den första säsongen följer Albert Einsteins liv, från hans tidiga år, till sina senare år som fysiker i USA. Den första säsongen är baserad på Walter Isaacsons bok Einstein: His Life and Universe från 2007. 
I april 2017 förnyade National Geographic serien för en andra säsong, vilket följer Pablo Picasso, som sändes från 24 april till 19 juni 2018. I april 2018 förnyade National Geographic serien för en tredje säsong, som kommer följa författaren Mary Shelley.

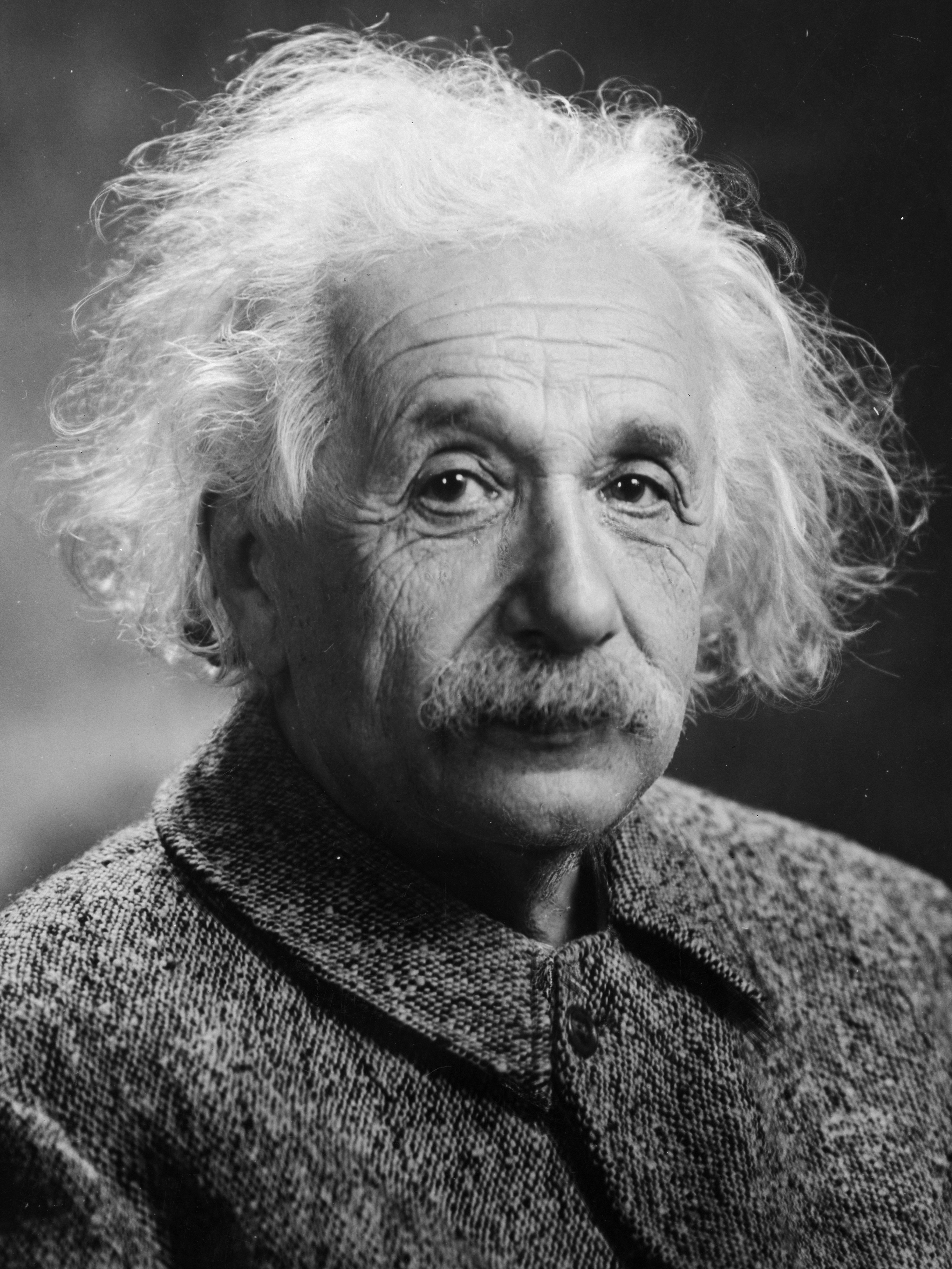
Albert Einstein är personen som första säsongen handlar om.

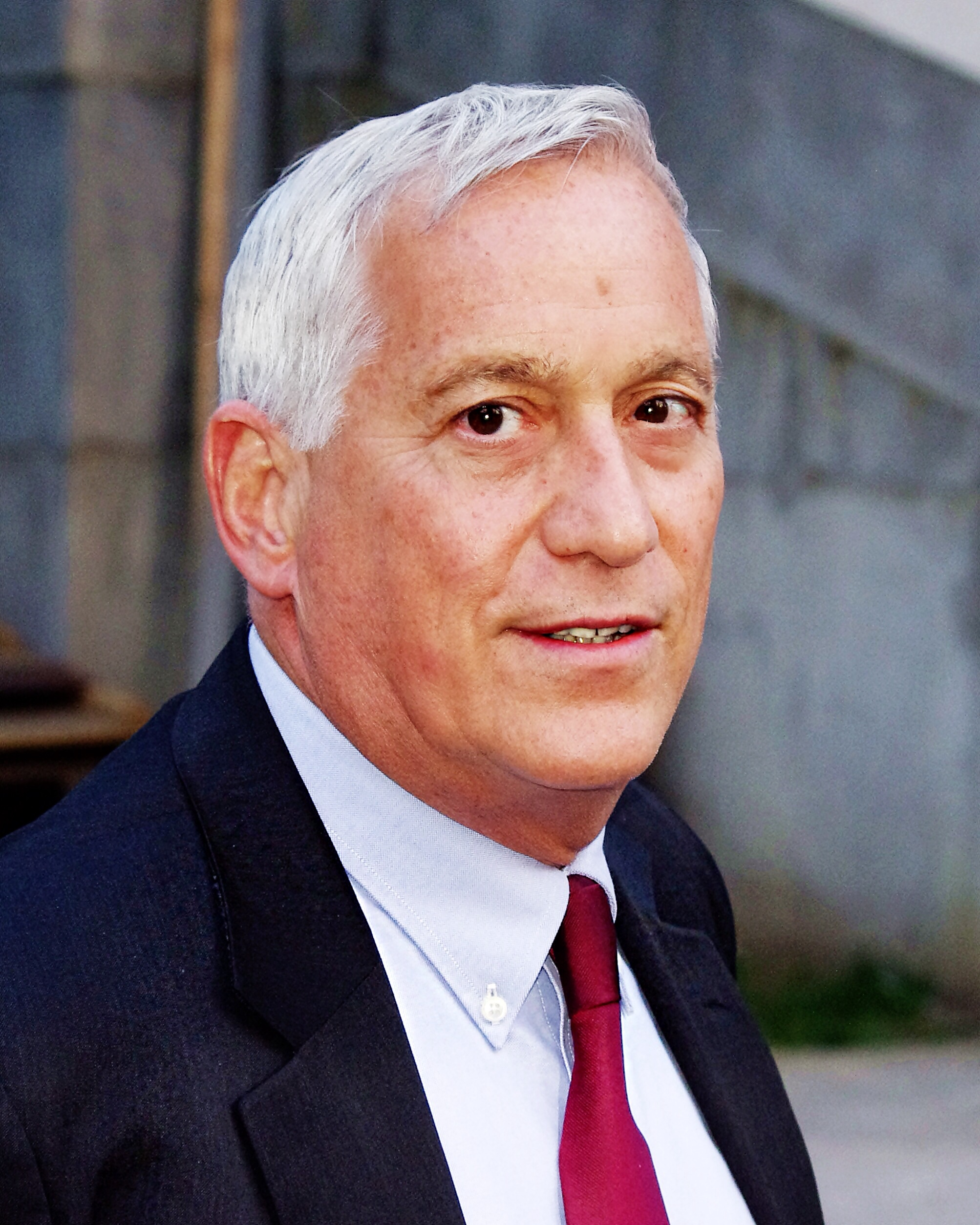
Den första säsongen av dramaserien är baserad på Walter Isaacsons bok Einstein: His Life and Universe som följer Albert Einsteins liv.